# Фитьяр
Фитьяр (норв. Fitjar) — коммуна в губернии Хордаланн в Норвегии. Административный центр коммуны — город Фитьяр. Официальный язык коммуны — нюнорск. Население коммуны на 2007 год составляло 2912 чел. Площадь коммуны Фитьяр — 142,79 км², код-идентификатор — 1222.

## История населения коммуны
Население коммуны за последние 60 лет.

Статистика коммуны Фитьяр